# Zenkevitchiana
Zenkevitchiana is een geslacht van borstelwormen uit de familie van de Siboglinidae. De wetenschappelijke naam van het geslacht is voor het eerst geldig gepubliceerd in 1957 door Ivanov.

## Soorten
- Zenkevitchiana longissima Ivanov, 1957